# Frederico Cristiano, Eleitor da Saxônia
Frederico Cristiano (Frederico Cristiano Leopoldo João Jorge Francisco Xavier), (5 de setembro de 1722 - 17 de dezembro de 1763) foi o eleitor da Saxónia durante menos de três meses em 1763. Pertencia à dinastia Wettin. Era o terceiro filho, mas o primeiro a chegar à idade adulta do príncipe-eleitor Frederico Augusto II da Saxónia e rei da Polónia, e da sua esposa, a arquiduquesa Maria Josefa da Áustria.

## Primeiros anos

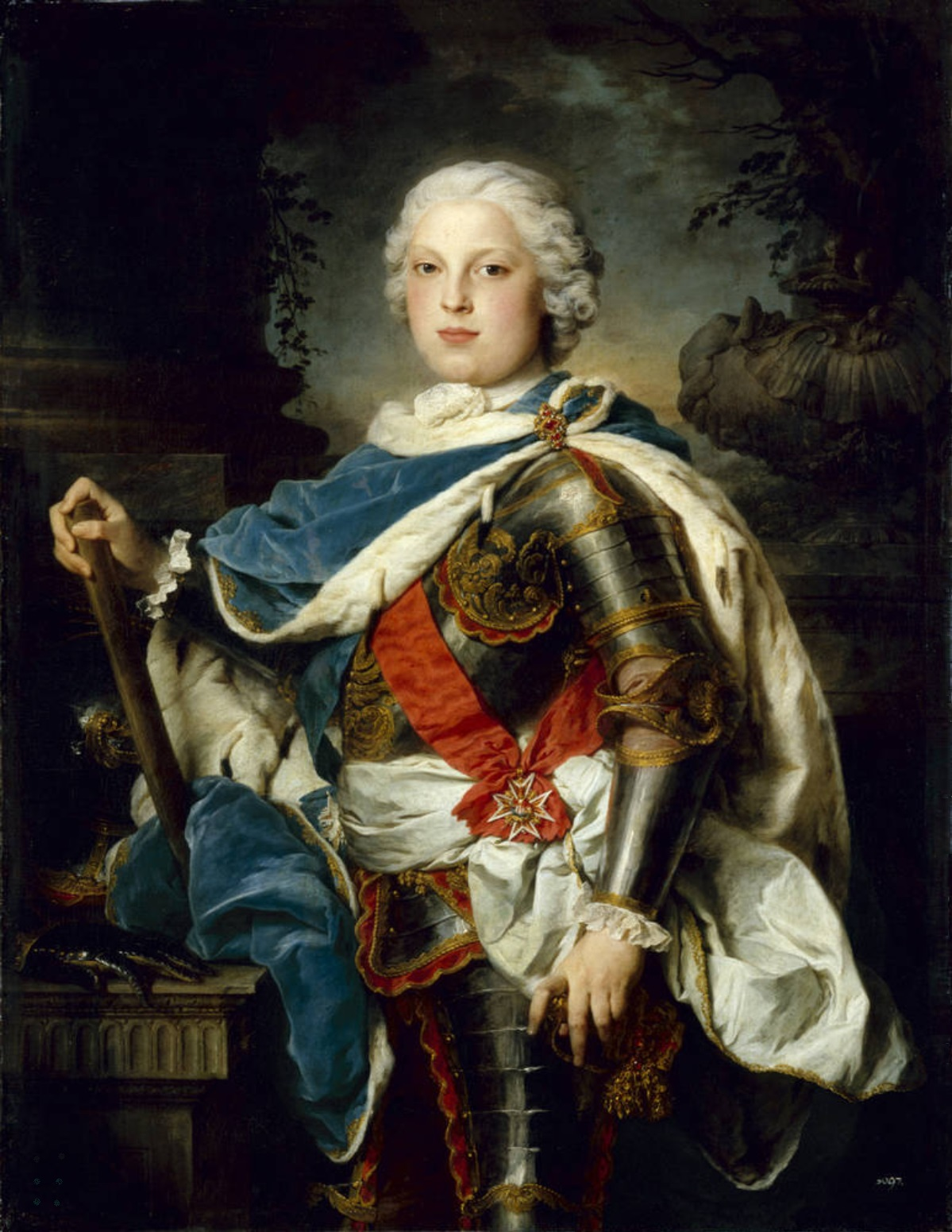
Frederico Cristiano
Por Pierre Subleyras, 1739

Desde que nasceu, Frederico foi uma criança fraca que tinha um pé paralisado e dependeu de uma cadeira-de-rodas desde muito cedo. Num retrato conhecido, onde surge juntamente com os seus parentes das casas reais de Wettin e Wittelsbach, o príncipe parece estar numa cadeira-de-rodas. Hoje em dia este retrato encontra-se exposto no Palácio Nymphenburg. A sua mãe tentou várias vezes convencê-lo a entrar para um mosteiro e renunciar aos seus direitos de sucessão em favor dos seus irmãos mais novos.
As mortes prematuras dos seus dois irmãos mais velhos, Frederico Augusto (1721), que nasceu morto, e José Augusto (1728) fizeram com que se tornasse herdeiro do trono. Quando o seu pai morreu, a 5 de outubro de 1763, Frederico Cristiano sucedeu-o como príncipe-eleitor.
Mesmo antes, tinha já escrito no seu diário: Os príncipes existem para os seus súbditos, não o contrário. A riqueza, crédito público e exército bem constituído dos súbditos são a verdadeira alegria de um príncipe, por isso, declarava-se aberto às ideias do iluminismo. Era também conhecido pelo seu talento musical.

## Casamento

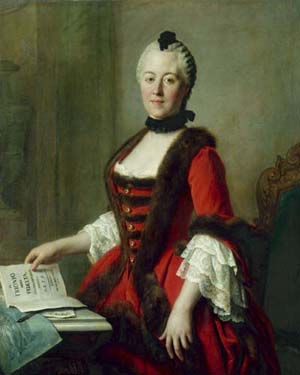
Maria Antónia da Baviera
Por Pietro Rotari, 1755

Frederico Cristiano casou-se a 13 de junho de 1747 (por procuração) em Munique e em pessoa, em Dresden, a 20 de junho do mesmo ano com a princesa Maria Antónia da Baviera. Tal como ele, a princesa também tinha grande talento para a música e o casal teve nove filhos.

## Reinado como príncipe-eleitor
Um dos seus primeiros actos como príncipe-eleitor foi dispensar o primeiro-ministro, o conde Heinrich von Brühl que era muito pouco popular e tinha mergulhado a Saxónia numa grave crise a nível económico, devido às suas fracas políticas, mas principalmente a nível político, tendo levado ao envolvimento do território na Guerra dos Sete Anos.
Começou a recuperar as finanças do país através dos seus Rétablissements: reformas das políticas dos estados eleitorais. Através desta reestruturação económica, revitalizou as suas terras devastadas e saqueadas. Também apresentou novas medidas para reduzir as despesas da corte e para simplificar a administração de acordo com os princípios da economia. A maioria dos membros do seu governo, tais como Thomas von Fritsch de Leipzig, Friedrich Ludwig Wurmb, e Christian Gotthelf Gutschmied não eram nobres e vinham de famílias da classe média.
Depois de um reinado que durou apenas 74 dias, Frederico Cristiano morreu de varíola. Foi enterrado no Hofkirche em Dresden.
Uma vez que o seu filho mais velho ainda era menor de idade, o seu irmão Francisco Xavier e a princesa-eleitora viúva, Maria Antónia, assumiram a regência do eleitorado até este chegar à maioridade.

## Descendência
1. Nado morto (9 de junho de 1748)
2. Frederico Augusto I da Saxónia (23 de dezembro de 1750 – 5 de maio de 1827), casado com a princesa Amália de Zweibrücken-Birkenfeld; com descendência.
3. Carlos da Saxónia (24 de setembro de 1752 – 8 de setembro de 1781), morreu solteiro e sem descendência.
4. José da Saxónia (26 de janeiro de 1754 – 25 de março de 1763), morreu aos nove anos de idade.
5. António da Saxónia (27 de dezembro de 1755 – 6 de junho de 1836), casado com a princesa Maria Carolina de Saboia; sem descendência. Casado depois com a arquiduquesa Maria Teresa da Áustria; nenhum dos filhos chegou à idade adulta.
6. Maria Amália da Saxónia (26 de setembro de 1757 – 20 de abril de 1831) casada com o conde Carlos II Augusto de Zweibrücken; com descendência.
7. Maximimiliano da Saxónia (13 de abril de 1759 – 3 de janeiro de 1838), casado com a princesa Carolina de Parma; com descendência. Casado depois com a princesa Maria Luísa de Bourbon-Parma; sem descendência.
8. Teresa da Saxónia (27 de fevereiro de 1761 – 26 de novembro de 1820), morreu solteira e sem descendência.
9. Nado morto (1762).

## Genealogia
| Frederico Cristiano, Príncipe-Eleitor da Saxónia | Pai: Augusto III da Polónia  | Avô paterno: Augusto II da Polónia                        | Bisavô paterno: João Jorge III, Eleitor da Saxônia           |
| Frederico Cristiano, Príncipe-Eleitor da Saxónia | Pai: Augusto III da Polónia  | Avô paterno: Augusto II da Polónia                        | Bisavó paterna: Madalena Sibila de Brandemburgo-Bayreuth     |
| Frederico Cristiano, Príncipe-Eleitor da Saxónia | Pai: Augusto III da Polónia  | Avó paterna: Cristiana Everadina de Brandemburgo-Bayreuth | Bisavô paterno: Cristiano Ernesto de Brandemburgo-Bayreuth   |
| Frederico Cristiano, Príncipe-Eleitor da Saxónia | Pai: Augusto III da Polónia  | Avó paterna: Cristiana Everadina de Brandemburgo-Bayreuth | Bisavó paterna: Sofia Luísa de Württemberg-Winnental         |
| Frederico Cristiano, Príncipe-Eleitor da Saxónia | Mãe: Maria Josefa da Áustria | Avô materno: José I do Sacro Império Romano-Germânico     | Bisavô materno: Leopoldo I do Sacro Império Romano-Germânico |
| Frederico Cristiano, Príncipe-Eleitor da Saxónia | Mãe: Maria Josefa da Áustria | Avô materno: José I do Sacro Império Romano-Germânico     | Bisavó materna: Leonor Madalena de Neuburgo                  |
| Frederico Cristiano, Príncipe-Eleitor da Saxónia | Mãe: Maria Josefa da Áustria | Avó materna: Guilhermina Amália de Brunsvique-Luneburgo   | Bisavô materno: João Frederico de Brunsvique-Luneburgo       |
| Frederico Cristiano, Príncipe-Eleitor da Saxónia | Mãe: Maria Josefa da Áustria | Avó materna: Guilhermina Amália de Brunsvique-Luneburgo   | Bisavó materna: Benedita Henriqueta do Palatinado-Simmern    |